# NEWS FINE FUKUOKA
『NEWS FINE FUKUOKA』（ニュースファイン ふくおか）は、2008年9月29日から2011年4月1日までTVQ九州放送で放送されていたニュース番組で、テレビ東京のニュース番組『NEWS FINE』（2部）のローカルパートに相当する。協力：西日本新聞社、日本経済新聞社（番組内での表記順は週替わり）。
番組タイトルと本編テロップのデザインが変更された点を除き、前番組『速ホゥ!FUKUOKA』からの変更点は一切無かった。

## 放送時間および番組構成

### 初期

#### 月曜 - 木曜
17:17.45 - 17:24.00
- 17:17.45 「引き続き 福岡のニュース」テロップ（画面左上）・提供クレジット（同右下）（5秒）　
  - 同時出し。スポンサー無しの日は「引き続き…」テロップのみ（画面右上）。バックは原則として、福岡空港天気カメラの映像。
- 17:17.50 CM（90秒）
- 17:19.20 本編ニュース 2 - 4本
  - フラッシュニュース・天気予報の有無は、その日ごとのニュースの量により異なる
- 17:22.25 CM（90秒）
- 17:23.55 「NEWS FINE FUKUOKA END」テロップ・提供クレジット（5秒）　
  - 同時出し。スポンサー無しの日は、「…END」テロップのみ。バックは原則として、福岡空港天気カメラの映像。

#### 金曜
17:13.00 - 17:28.30
- 17:13.00 「引き続き 福岡のニュース」テロップ（画面左上）・提供クレジット（同右下）（5秒）
  - 同時出し。バックは原則として、福岡空港天気カメラの映像。
- 17:13.05 CM（120秒）
- 17:15.05 本編 ニュース2 - 6本
  - 週末チェッキュウ!! このあと
- CM（90秒）
- 提供クレジット5秒
- 週末チェッキュウ!! パート1
- CM（90秒）
- 週末チェッキュウ!! パート2
  - 天気予報
  - あすの九州けいざいNOW - 時間が無い場合にはカットされるか、「あす朝9時からは九州けいざいNOWです、ぜひご覧ください」だけに留まっていた。
- 17:26.55 CM（90秒）
- 17:28.25 「NEWS FINE FUKUOKA END」テロップ （5秒）　
  - バックは、「週末チェッキュウ!!」中継先の映像。

### 末期

#### 月曜・火曜・水曜
17:13.00 - 17:19.00
17:20 - 17:30を「太陽と緑の健やかタイム」に変更（※穴埋め番組として月曜・火曜・水曜 17:25 - 17:30に放送していた「オールドスクエア〜古都の街角〜」（KBS京都製作）のストックが終わったためとみられる）。これに合わせるかたちで、東京からのネットを17:13までに縮小し、その分自局ニュースの開始時刻を繰り上げ（時間拡大は無し）。なお、基本構成は以前とほとんど同じであるため、ここでは簡略化して表記する。詳しくは下段の「2010年5月末まで」を参照されたい。
- 17:13.00「引き続き 福岡のニュース」（5秒）
- 17:13.05 CM（90秒）
- 17:14.35 本編
- 17:17.40 CM（75秒）
- 17:18.55 ENDテロップ（5秒）

※17:20.00からの「太陽と緑の健やかタイム」は、テレビ東京との同時ネットではない。

#### 木曜・金曜
いずれも変更無し。詳細なタイムテーブルは、下段の「2010年5月末まで」にある通り。
木曜については、もともと17:25 - 17:30に「情報!Qスタイル」（情報番組、『速ホゥ!FUKUOKA』時代の2008年8月の金曜拡大までは金曜の同時間帯）が組まれている関係で17:25終了が維持されるかたちになった。

## 担当
いずれもTVQアナウンサー。

### 月曜 - 木曜
- 不定（TVQアナウンサーによるシフト制）

### 金曜
- 山本圭介
- 義山望 → 天野貴子（義山の退社に伴い）
- 立花麻理 ※「週末チェッキュウ!!」担当

## 備考
一部のテロップを除き、構成は土日夕方の『TXNニュース』の後半ローカル部分とほとんど同じであった（金曜を除く）。さらには、使用される音楽までもまったく同じであった。